# Campeonato Mundial de Natação em Piscina Curta de 2018 - 50 m livre feminino
A prova dos 50 metros nado livre feminino do Campeonato Mundial de Natação em Piscina Curta de 2018 foi disputado entre 15 e 16 de dezembro de 2018, no Hangzhou Sports Park Stadium, em Hangzhou, na China. 

## Recordes
Antes desta competição, os recordes mundiais e do campeonato nesta prova eram os seguintes:
|                       | Nome                | Nacionalidade | Tempo | Local      | Data                |
| --------------------- | ------------------- | ------------- | ----- | ---------- | ------------------- |
| Recorde mundial       | Ranomi Kromowidjojo | Países Baixos | 22.93 | Berlim     | 7 de agosto de 2017 |
| Recorde do campeonato | Marleen Veldhuis    | Países Baixos | 23.25 | Manchester | 13 de abril de 2008 |

Os seguintes recordes mundiais ou do campeonato foram estabelecidos durante esta competição: 
| Data           | Evento | Nome                | Nacionalidade | Tempo | Notas                 |
| -------------- | ------ | ------------------- | ------------- | ----- | --------------------- |
| 16 de dezembro | Final  | Ranomi Kromowidjojo | Países Baixos | 23.19 | Recorde do campeonato |

## Medalhistas
| Ouro                      | Prata                 | Bronze                |
| Ranomi Kromowidjojo (NED) | Femke Heemskerk (NED) | Etiene Medeiros (BRA) |

## Resultados

### Eliminatórias
As eliminatórias ocorreram dia 15 de dezembro com um total de 97 nadadoras. 
| Colocação | Bateria | Raia | Nadadora                | Nacionalidade                   | Tempo | Notas |
| --------- | ------- | ---- | ----------------------- | ------------------------------- | ----- | ----- |
| 1         | 8       | 4    | Femke Heemskerk         | Países Baixos                   | 23.90 | Q     |
| 2         | 9       | 5    | Mariia Kameneva         | Rússia                          | 23.93 | Q     |
| 3         | 10      | 6    | Holly Barratt           | Austrália                       | 23.94 | Q     |
| 4         | 9       | 3    | Etiene Medeiros         | Brasil                          | 24.00 | Q     |
| 5         | 10      | 4    | Ranomi Kromowidjojo     | Países Baixos                   | 24.07 | Q     |
| 6         | 9       | 1    | Mallory Comerford       | Estados Unidos                  | 24.18 | Q     |
| 6         | 10      | 3    | Anika Apostalon         | Chéquia                         | 24.18 | Q     |
| 8         | 10      | 5    | Zhu Menghui             | China                           | 24.20 | Q     |
| 9         | 10      | 7    | Aya Sato                | Japão                           | 24.23 | Q     |
| 10        | 8       | 1    | Madison Kennedy         | Estados Unidos                  | 24.24 | Q     |
| 11        | 8       | 6    | Wu Yue                  | China                           | 24.25 | Q     |
| 12        | 10      | 1    | Melanie Henique         | França                          | 24.31 | Q     |
| 13        | 8       | 3    | Michelle Coleman        | Suécia                          | 24.39 | Q     |
| 14        | 8       | 2    | Erin Gallagher          | África do Sul                   | 24.41 | Q,    |
| 15        | 10      | 2    | Lidón Muñoz             | Espanha                         | 24.60 | Q     |
| 16        | 9       | 4    | Rozaliya Nasretdinova   | Rússia                          | 24.62 | Q     |
| 17        | 9       | 6    | Mimosa Jallow           | Finlândia                       | 24.65 | R     |
| 18        | 9       | 7    | Barbora Seemanová       | Chéquia                         | 24.76 | R     |
| 19        | 8       | 7    | Nastassia Karakouskaya  | Bielorrússia                    | 24.80 |       |
| 20        | 10      | 0    | Isabella Arcila         | Colômbia                        | 24.83 |       |
| 21        | 9       | 2    | Susann Bjørnsen         | Noruega                         | 24.87 |       |
| 22        | 7       | 3    | Ko Miso                 | Coreia do Sul                   | 25.16 |       |
| 22        | 8       | 9    | Diana Petkova           | Bulgária                        | 25.16 |       |
| 24        | 9       | 9    | Jeserik Pinto           | Venezuela                       | 25.17 |       |
| 25        | 10      | 9    | Neza Klancar            | Eslovênia                       | 25.19 |       |
| 26        | 9       | 0    | Sze Hang Yu             | Hong Kong                       | 25.44 |       |
| 27        | 8       | 8    | Selen Özbilen           | Turquia                         | 25.46 |       |
| 28        | 8       | 0    | Rebecca Moynihan        | Nova Zelândia                   | 25.51 |       |
| 29        | 7       | 5    | Karen Torrez            | Bolívia                         | 25.53 |       |
| 30        | 10      | 8    | Gabriela Ņikitina       | Letônia                         | 25.63 |       |
| 31        | 7       | 4    | I.K.Jónsdóttir          | Islândia                        | 25.67 |       |
| 32        | 7       | 6    | Barbora Mikuskova       | Eslováquia                      | 25.78 |       |
| 32        | 9       | 8    | Rūta Meilutytė          | Lituânia                        | 25.78 |       |
| 34        | 7       | 8    | Lamija Medošević        | Bósnia e Herzegovina            | 25.80 |       |
| 35        | 4       | 8    | Pak Mi-song             | Coreia do Norte                 | 25.91 |       |
| 36        | 7       | 2    | Francesca Falzon Young  | Malta                           | 26.03 |       |
| 37        | 7       | 0    | Bayan Jumah             | Síria                           | 26.24 |       |
| 38        | 6       | 3    | Ariel Weech             | Bahamas                         | 26.28 |       |
| 39        | 7       | 9    | Mariel Mencia           | República Dominicana            | 26.40 |       |
| 40        | 7       | 1    | Inés Remersaro          | Uruguai                         | 26.41 |       |
| 41        | 6       | 2    | Elisabeth Timmer        | Aruba                           | 26.51 |       |
| 42        | 7       | 7    | Yolani Julia Blake      | Fiji                            | 26.54 |       |
| 43        | 6       | 1    | Tonia Papapetrou        | Chipre                          | 26.57 |       |
| 44        | 6       | 7    | Nikol Merizaj           | Albânia                         | 26.68 |       |
| 45        | 6       | 8    | Varsenik Manucharyan    | Armênia                         | 26.80 |       |
| 46        | 6       | 4    | Jeanne Boutbien         | Senegal                         | 26.81 |       |
| 47        | 6       | 5    | Noura Mana              | Marrocos                        | 27.07 |       |
| 48        | 1       | 7    | Savindi Jayaweera       | Sri Lanka                       | 27.15 |       |
| 49        | 4       | 0    | Arleigha Hall           | Turcas e Caicos                 | 27.31 |       |
| 50        | 6       | 0    | Mariam Imnadze          | Geórgia                         | 27.37 |       |
| 51        | 2       | 3    | Enkhzul Khuyagbaatar    | Mongólia                        | 27.44 |       |
| 52        | 6       | 9    | Fjorda Shabani          | Kosovo                          | 27.45 |       |
| 53        | 3       | 5    | Olivia Fuller           | Antilhas Holandesas             | 27.58 |       |
| 54        | 3       | 4    | Maayaa Ayawere          | Gana                            | 27.60 |       |
| 55        | 4       | 1    | María Castillo          | Panamá                          | 27.73 |       |
| 56        | 2       | 4    | Abiola Ogunbanwo        | Nigéria                         | 27.83 |       |
| 57        | 6       | 6    | Tan Chi Yan             | Macau                           | 27.88 |       |
| 58        | 5       | 8    | Daila Ismatul           | Guatemala                       | 28.00 |       |
| 59        | 5       | 3    | Colleen Furgeson        | Ilhas Marshall                  | 28.32 |       |
| 60        | 5       | 4    | Jamila Sanmoogan        | Guiana                          | 28.33 |       |
| 61        | 5       | 5    | Ssubi Katumba           | Uganda                          | 28.42 |       |
| 62        | 3       | 8    | Jannat Bique            | Moçambique                      | 28.68 |       |
| 63        | 2       | 0    | Andrea Schuster         | Samoa                           | 28.81 |       |
| 64        | 5       | 1    | Margie Winter           | Estados Federados da Micronésia | 28.86 |       |
| 65        | 5       | 9    | Georgia-Leigh Vele      | Papua-Nova Guiné                | 28.89 |       |
| 66        | 2       | 1    | Larissa Joassaint       | Haiti                           | 28.91 |       |
| 67        | 3       | 7    | Mary Al-Atrash          | Palestina                       | 28.95 |       |
| 68        | 1       | 4    | Noelani Day             | Tonga                           | 29.04 |       |
| 69        | 5       | 2    | Ammara Pinto            | Malawi                          | 29.07 |       |
| 70        | 2       | 8    | Anastasiya Tyurina      | Tajiquistão                     | 29.24 |       |
| 71        | 5       | 6    | Samantha Rakotovelo     | Madagáscar                      | 29.39 |       |
| 72        | 4       | 9    | Tisa Shakya             | Nepal                           | 29.46 |       |
| 73        | 1       | 5    | Anna-Sica Guerard       | Togo                            | 29.55 |       |
| 74        | 3       | 0    | Alaa Binrajab           | Bahrein                         | 29.81 |       |
| 75        | 3       | 9    | Daniela Costa           | Angola                          | 29.90 |       |
| 76        | 5       | 7    | Catarina Ferreira       | Cabo Verde                      | 29.97 |       |
| 77        | 1       | 1    | Sonia Aktar             | Bangladesh                      | 30.21 |       |
| 78        | 4       | 5    | Nafissath Radji         | Benim                           | 30.40 |       |
| 79        | 4       | 3    | Senamile Dlamini        | Essuatíni                       | 30.88 |       |
| 80        | 4       | 4    | Siri Arun Budcharern    | Laos                            | 31.19 |       |
| 81        | 5       | 0    | Kayla Temba             | Tanzânia                        | 31.37 |       |
| 82        | 2       | 6    | San Bopha               | Camboja                         | 32.87 |       |
| 83        | 4       | 2    | Wendy Charles           | Ilhas Salomão                   | 34.16 |       |
| 84        | 3       | 3    | Odrina Kaze             | Burundi                         | 34.72 |       |
| 85        | 2       | 5    | Haneen Ibrahim          | Sudão                           | 34.86 |       |
| 86        | 3       | 1    | Roukaya Mahamane        | Níger                           | 34.91 |       |
| 87        | 2       | 9    | Lina Selo               | Etiópia                         | 35.42 |       |
| 88        | 4       | 7    | Safia Houssein Barkat   | Djibuti                         | 35.77 |       |
| 89        | 3       | 6    | Raaidah Aqeel           | Paquistão                       | 36.15 |       |
| 90        | 3       | 2    | Tity Dumbuya            | Serra Leoa                      | 36.71 |       |
| 91        | 1       | 2    | Gniene Faouzia Sessouma | Burquina Fasso                  | 38.94 |       |
| 92        | 1       | 3    | Ana Oafini              | Timor-Leste                     | 41.11 |       |
| 93        | 2       | 7    | Sainabou Sam            | Gâmbia                          | 46.14 |       |
| 94        | 1       | 6    | Lucie Kouadio-Patinier  | Costa do Marfim                 | DNS   |       |
| 94        | 2       | 2    | Fatoumata Samassékou    | Mali                            | DNS   |       |
| 94        | 4       | 6    | Chloe Sauvourel         | República Centro-Africana       | DNS   |       |
| 94        | 8       | 5    | Larissa Oliveira        | Brasil                          | DNS   |       |

### Semifinal
A semifinal ocorreu dia 15 de dezembro. 
Semifinal 1
| Colocação | Raia | Nadadora              | Nacionalidade  | Tempo | Notas            |
| --------- | ---- | --------------------- | -------------- | ----- | ---------------- |
| 1         | 5    | Etiene Medeiros       | Brasil         | 23.82 | Q, =             |
| 2         | 3    | Mallory Comerford     | Estados Unidos | 23.83 | Q                |
| 3         | 4    | Maria Kameneva        | Rússia         | 23.87 | Q                |
| 4         | 6    | Zhu Menghui           | China          | 23.95 | Q,               |
| 5         | 2    | Madison Kennedy       | Estados Unidos | 24.00 | Q                |
| 6         | 7    | Melanie Henique       | França         | 24.14 | R                |
| 7         | 1    | Erin Gallagher        | África do Sul  | 24.38 | Recorde africano |
| 8         | 8    | Rozaliya Nasretdinova | Rússia         | 24.47 |                  |

Semifinal 2
| Colocação | Raia | Nadadora              | Nacionalidade | Tempo | Notas |
| --------- | ---- | --------------------- | ------------- | ----- | ----- |
| 1         | 3    | Ranomi Kromowidjojo   | Países Baixos | 23.50 | Q     |
| 2         | 4    | Femke Heemskerk       | Países Baixos | 23.75 | Q     |
| 3         | 5    | Holly Barratt         | Austrália     | 23.89 | Q     |
| 4         | 1    | Michelle Coleman      | Suécia        | 24.21 | R     |
| 5         | 2    | Aya Sato              | Japão         | 24.25 |       |
| 6         | 6    | Anika Apostalon       | Chéquia       | 24.30 |       |
| 7         | 7    | Wu Yue                | China         | 24.33 |       |
| 8         | 8    | Lidón Muñoz del Campo | Espanha       | 24.75 |       |

### Final
A final foi realizada em 16 de dezembro. 
| Colocação         | Raia | Nadadora            | Nacionalidade  | Tempo | Notas                 |
| ----------------- | ---- | ------------------- | -------------- | ----- | --------------------- |
| Medalha de ouro   | 4    | Ranomi Kromowidjojo | Países Baixos  | 23.19 | Recorde do campeonato |
| Medalha de prata  | 5    | Femke Heemskerk     | Países Baixos  | 23.67 |                       |
| Medalha de bronze | 3    | Etiene Medeiros     | Brasil         | 23.76 | Recorde sul-americano |
| 4                 | 6    | Mallory Comerford   | Estados Unidos | 23.86 |                       |
| 5                 | 7    | Holly Barratt       | Austrália      | 23.92 |                       |
| 5                 | 8    | Melanie Henique     | França         | 24.01 |                       |
| 7                 | 2    | Maria Kameneva      | Rússia         | 24.06 |                       |
| 8                 | 1    | Madison Kennedy     | Estados Unidos | 24.11 |                       |

Legenda
| Recorde mundial       | Recorde mundial (World record)               |                       | Recorde africano                      | Recorde africano (African) |                                           | Q | Classificado por posição (Qualified) |
| Recorde do campeonato | Recorde do campeonato (Championship record)  | Recorde da América    | Recorde da América (Americas)         | q                          | Classificado por melhor tempo (Qualified) |   |                                      |
| Melhor marca do ano   | Melhor marca do ano (World leading)          | Recorde asiático      | Recorde asiático (Asian)              | DNS                        | Não largou (Did not start)                |   |                                      |
| Recorde nacional      | Recorde nacional (National record)           | Recorde europeu       | Recorde europeu (European)            | DNF                        | Não terminou (Did not finish)             |   |                                      |
| Recorde pessoal       | Recorde pessoal do atleta (Personal best)    | Recorde da Oceania    | Recorde da Oceania (Oceania)          | DSQ / DQ                   | Desclassificado (Disqualified)            |   |                                      |
| Recorde da temporada  | Recorde da temporada do atleta (Season best) | Recorde sul-americano | Recorde sul-americano (South America) | NM                         | Sem marca (No mark)                       |   |                                      |